# Харизматична влада

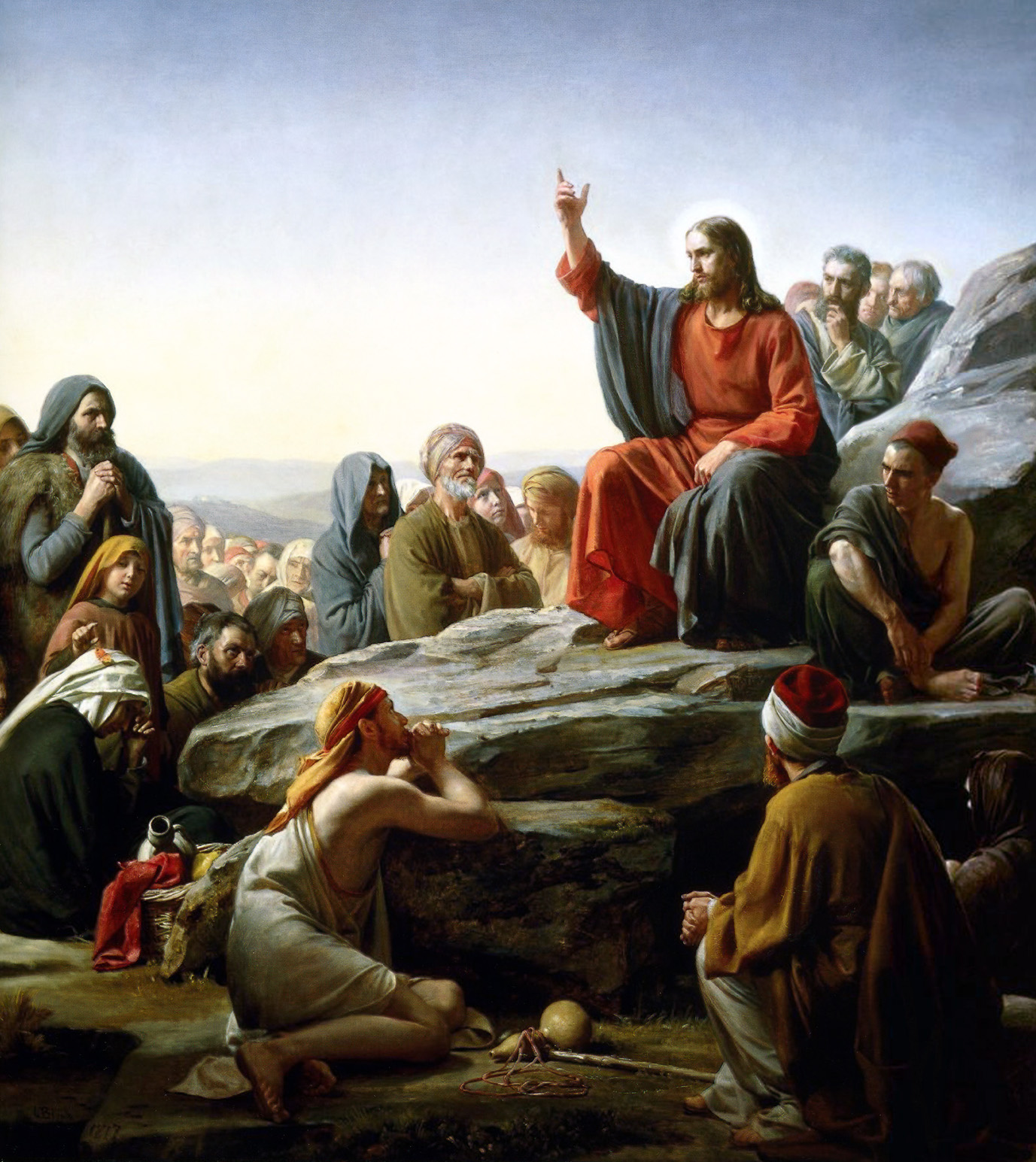
Ісус Христос вважається вченими (наприклад, Вебером) харизматиповим релігійним лідером

Харизмати́чна вла́да є однією з трьох форм влади, сформульованої Максом Вебером як трискладова класифікації влади; інші дві складові — традиційна влада і раціонально-законна влада. Ця концепція набула широкого поширення серед соціологів.
Харизматична влада ґрунтується на наданні святості, героїзму або гідному наслідуванню характеру певної особистості, а також нормативним паттернам, наказам, сформульованим або запропонованим цією особистістю.

## Характеристики
Харизматична влада заснована на виняткових якостях, приписуваних лідеру. Сам термін харизма (від грец. χάρισμα — милість, божественний дар, благодать) ввів у соціологічний концептуальний апарат німецький теолог Ернст Трельч. При наявності цього типу влади накази виконуються тому, що послідовники або учні переконані в абсолютно особливому характері свого вождя, влада якого перевершує звичайну, відому їм. Харизматична влада заснована на екстраординарних, можливо, навіть магічних здібностях, якими володіє керівник. При цьому неважливо, що можливо цими здібностями наділяють його адепти, хоча вони і вважають, що його наділяють цим даром якісь вищі сили. В такому випадку не грають особливої ролі ні походження, ні пов'язана з ним спадковість, ні інші раціональні міркування — лише особисті якості лідера. Наявність харизми означає пряму, безпосередньо здійснювану владу. Дуже ймовірно, що харизматиками були більшість прославлених в історії пророків (включаючи всіх засновників світових релігій), полководців і видатних політичних вождів.
Досить часто, після смерті лідера учні розносять харизматичні вірування або перетворюють їх в традиційну («офіційну харизму»), або раціонально-законні форми. Тому сама по собі харизматична влада не має стабільного і довгострокового характеру.

## Галерея

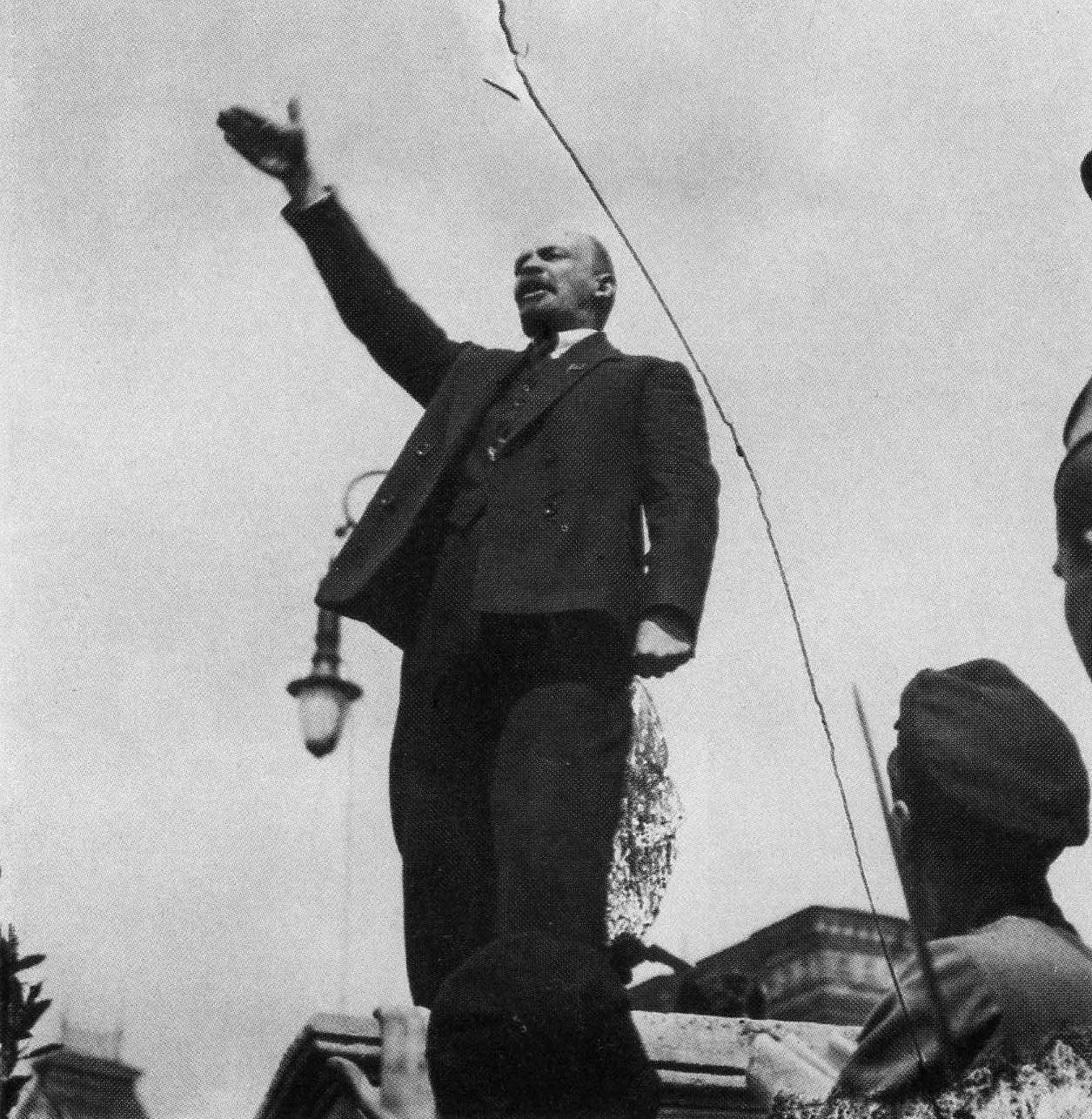
Ленін
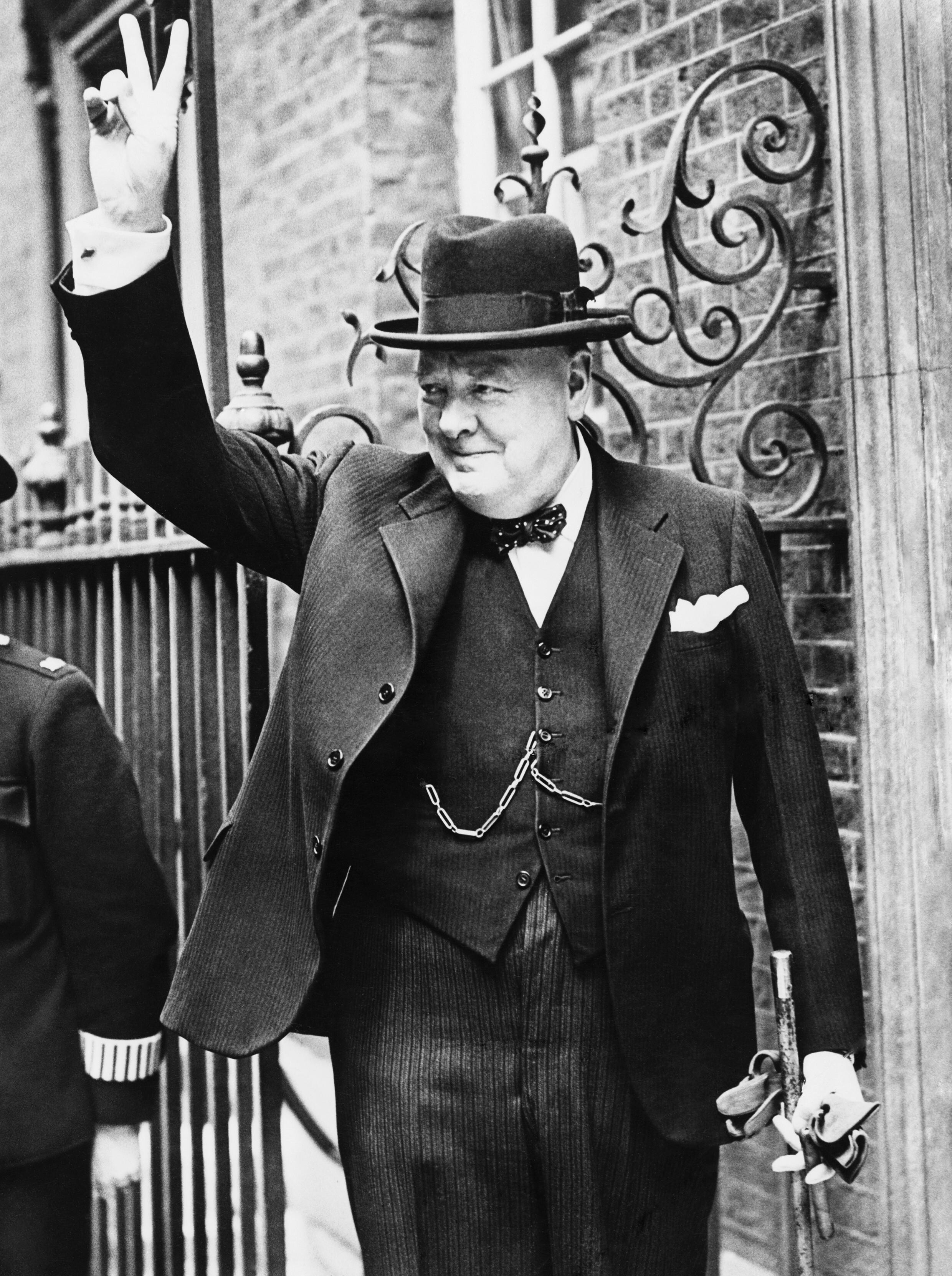
Вінстон Черчилль
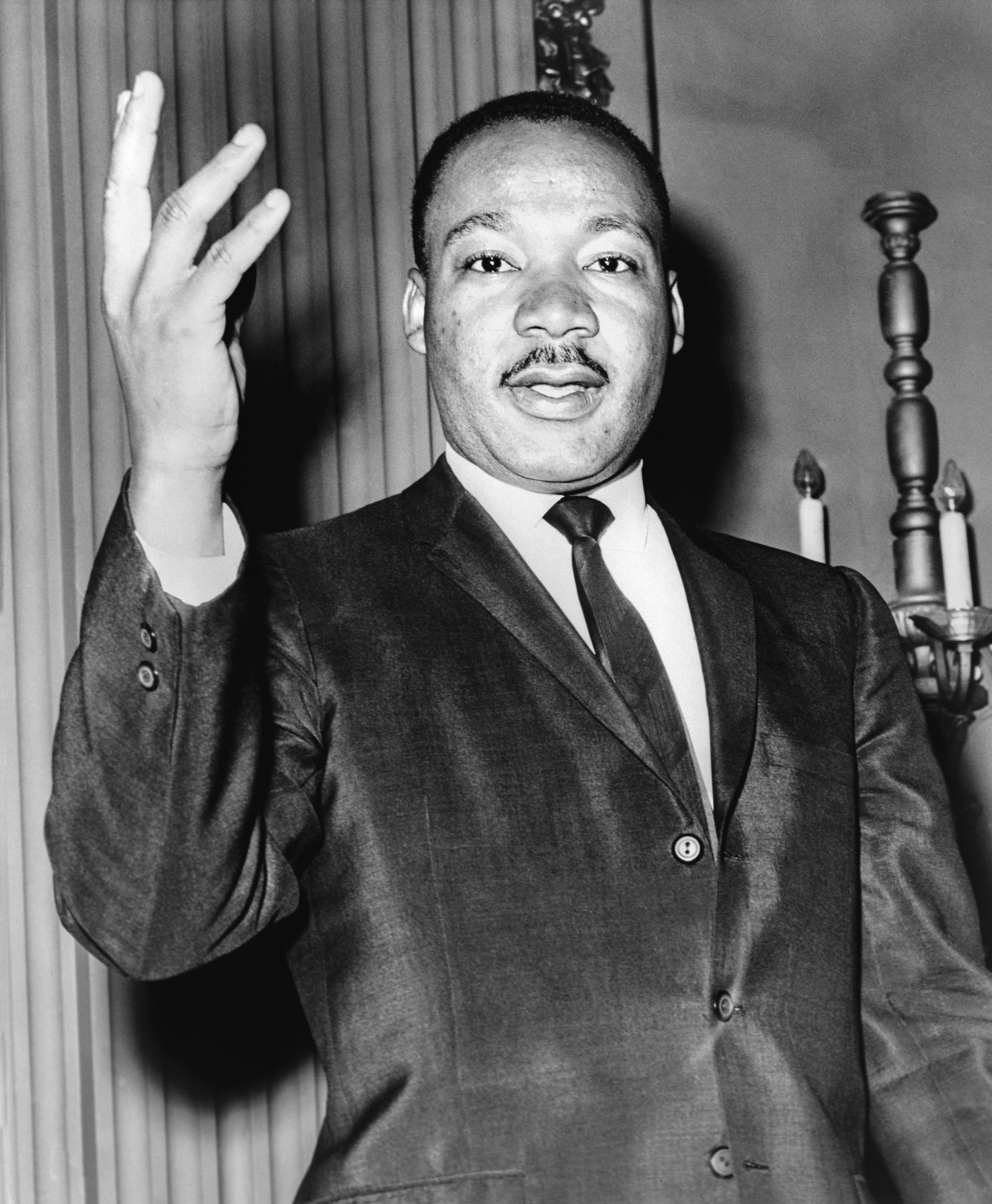
Мартін Лютер Кінг
Рональд Рейган

## Відомі харизматичні лідери
- Батьки-засновники США: Джордж Вашингтон, Томас Джефферсон і Бенджамін Франклін[1]